# Prosopantrum diadematum
Prosopantrum diadematum är en tvåvingeart som först beskrevs av Jacques-Marie-Frangile Bigot 1888.  Prosopantrum diadematum ingår i släktet Prosopantrum och familjen myllflugor. Inga underarter finns listade i Catalogue of Life.